# Biddle Model D

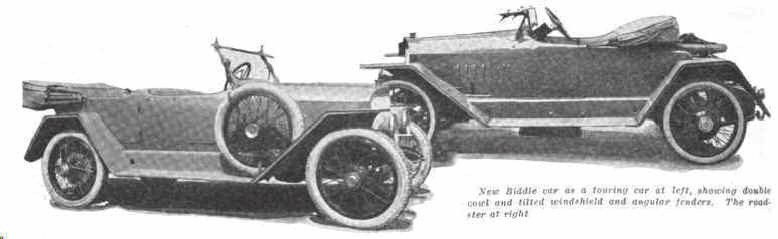
Biddle Tourenwagen und Roadster (1915). Die kantigen Kotflügel kamen rasch aus der Mode.

Der Biddle Model D war ein US-amerikanischer Oberklasse-Personenkraftwagen der Biddle Motor Car Company in Philadelphia. Er gilt als erste Baureihe und als Volumenmodell der Marke.

## Beschreibung
Biddle kaufte die wesentlichen Komponenten auf dem Zubehörmarkt ein. Als Konstrukteure werden Charles Fry und Otto R. Bieler genannt.
Von Anfang an wurde Wert auf ein modisches und europäisch beeinflusstes Erscheinungsbild gelegt. Dazu wurden entsprechende Gestaltungselemente aufgegriffen. Vorschläge dazu gab es von der Kundin Miriam Warren Hubbard, die unter anderem den markanten, an Mercedes-Wagen erinnernden Spitzkühler beisteuerte. Durch diese Arbeiten gilt sie als eine der ersten Automobildesignerinnen in den Vereinigten Staaten mit einem belegbaren Serienmodell in ihrem Portfolio.
Eine Quelle gibt an, dass das Fahrzeug zunächst in den Versionen Roadster und Tourenwagen mit 120 Zoll (3048 mm) Radstand angeboten würde. Es scheint, dass aber zunächst nur der viersitzige Tourenwagen ausgeliefert wurde. Beide Versionen sollten 1700 US-Dollar kosten. Eine andere Quelle ergänzt für die Zeit von 1915 bis 1916 einen fünfsitzigen Tourenwagen zu 1800 Dollar und ein Town Car zu 3000 Dollar.

## Technik
Das Fahrzeug hat ein konventionelles Fahrgestell mit Frontmotor und Hinterradantrieb. Zeittypisch wechselten die angebotenen Karosserievarianten oder zumindest deren Bezeichnungen von Modelljahr zu Modelljahr. Bei den Angaben zum Radstand gibt es geringfügige Abweichungen unter den Quellen. Eine nennt für 1915–1916 120 Zoll (3048 mm) und danach 121 Zoll (3073 mm). Eine andere gibt für das erste Jahr die Wahl zwischen 120 Zoll und 122 Zoll (3099 mm) an.

### Motor

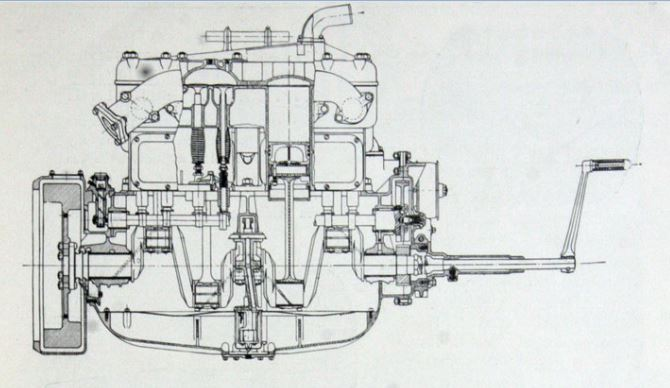
Typischer Buda-Vierzylindermotor für Personenwagen und Nutzfahrzeuge (1920).

Der Motor stammt von Buda und ist vom Typ WTU. Der Vierzylindermotor mit Thermosiphon-Wasserkühlung ist ein technisch unauffälliger und solider Reihenmotor mit SV-Ventilsteuerung, dreifach gelagerter Kurbelwelle und Schleuderschmierung mit Ölpumpe. Die Motorverdichtung beträgt übliche 4,1 : 1. Vergaser von Zenith sind ab 1917 praktisch durchgängig nachweisbar, für 1915 und 1916 fehlen Angaben.
Der Motor leistet 42 PS. Der Hubraum beträgt 226,4 Kubikzoll (3710 cm³) bei einer Bohrung von 3 ¾ Zoll (95,25 mm) und einem Hub von 5 ⅛ Zoll (130,175 mm). Das aus der Bohrung errechnete (nicht gemessene) N.A.C.C.-Rating war 22,5 PS. Zündung, Beleuchtung und Anlasser kamen von Westinghouse.

### Kraftübertragung
Die meisten Fahrzeuge hatten ein konventionelles Vierganggetriebe, gelegentlich mit Overdrive.
Für 1916 wird eine Einscheibenkupplung genannt; das Differential an der Salisbury-Hinterachse war mit 4 : 1 untersetzt und spiralverzahnt.

### Fahrgestell und Aufhängung
Die Literatur betont die konventionelle Bauweise des Fahrzeugs. Daher kann von einem Leiterrahmen mit vorderen und hinteren Starrachsen ausgegangen werden. Genannt wird eine Dreipunktaufhängung des Motors, wobei üblicherweise die hintere Aufhängung an Wellenausgang des verblockten Getriebes angebracht war; sie wurde von einem Fahrgestell-Querträger gehalten. Das Fahrzeug hatte eine Schneckenlenkung von Warner und war linksgelenkt.
Die meisten Biddle wurden mit britischen Rudge-Whitworth Drahtspeichenrädern der Dimension 32×4 Zoll ausgestattet, für die es, der Mode entsprechend, auch Vollscheiben-Radkappen gab. Diese wurden auf das Rad aufgesetzt und gemeinsam mit diesem mit der Schraube des Zentralverschlusses befestigt. Beides unterstrich das europäische Erscheinungsbild der Fahrzeuge.
Der Benzintank war im Heck untergebracht; die Treibstoffförderung erfolgte mittels Stewart-Vakuumsystem.
Zum Radstand der Biddle-Fahrzeuge gibt es unterschiedliche Daten. Meist werden 120 Zoll (3048 mm) genannt, eine einzelne Quelle führt für 1915 wahlweise auch 122 Zoll (3099 mm) an. Ab 1917 wurde er leicht verlängert auf 121 Zoll (3073 mm). Nach einer Quelle blieb es bis zum Produktionsende dabei, eine andere führt davon abweichend 122 Zoll (3099 mm) in den Jahren 1917–1919.

### Karosserien
Die meisten der frühen Biddle erhielten Werkskarosserien von Fleetwood. Es waren handgefertigte Karosserien, die in Kleinserien produziert wurden. Zu dieser Zeit bestanden sie üblicherweise aus einem Holzgerippe mit Blechbeplankung. Die angebotenen Varianten finden sich in der nachstehenden Modellübersicht.

## Modellübersicht
| Bauzeit     | Radstand inch / mm | Karosserie | Preis US$                     | Bemerkungen |
| ----------- | ------------------ | --- | ----------------------------- | --- |
| 1915 – 1916 | 120 / 3048         | Roadster, 2 Sitze Tourenwagen, 4 Sitze Tourenwagen, 5 Sitze Town Car, 5 Sitze Fahrgestell                                                    | 1700 1800 3000 1650           | Radstand 122 Zoll (3099 mm) bei Dluhy.                                                                                 |
| 1917        | 121 / 3073         | Raceabout, 2 Sitze Roadster, 2 Sitze Tourenwagen, 4 Sitze Brougham, 6 Sitze Town Car, 5 Sitze Semi-Collapsible Town Car Collapsible Town Car | 2100 2200 2350 3800 3850 3900 | Raceabout: Möglicherweise Ormond Speedway. 2850 für den Semi-Collapsible Town Car ist ein offensichtlicher Druckfehler |
| 1918        | 121 / 3073         | Roadster, 3 Sitze Roadster, 4 Sitze Tourenwagen, 4 Sitze Sedan Town Car, 5 Sitze Brougham, 6 Sitze                                           | 2650 2600 2650 3900 4000 4100 | |

Quelle:

## Produktion
Exakte Produktionszahlen liegen nicht vor. Eine Quelle nennt je 100 gebaute Exemplare in den Jahren 1915 und 1916 sowie jeweils höchstens 500 in den Jahren 1917 und 1918. Das ergibt rund 1200 Fahrzeuge.

## Biddle Model D heute
Das Boyertown Museum of Historic Vehicles in Boyertown (Pennsylvania) besitzt einen auf 1915 datierten Biddle Model D, karossiert als Victoria Touring.